# レカノール酸
レカノール酸（英語、Lecanoric acid）とは、地衣デプシドに分類される有機化合物の1種で、2,4-ジヒドロキシ-6-メチル安息香酸4-カルボキシ-3-ヒドロキシ-5-メチルフェニルのことである。

## 構造
レカノール酸の分子式はC16H14O7で、モル質量は318.27816 (g/mol)である。
レカノール酸は、2つの芳香環を持ったデプシドの1種に分類できる構造をしている。

## 所在
レカノール酸は、地衣類のen:Buellia consinnaに含有されている。
他にも同じく地衣類のen:Acarospora thamninaにも少量ながら含まれている。